# Benavent de Segrià
Benavent de Segrià – gmina w Hiszpanii, w prowincji Lleida, w Katalonii, o powierzchni 7,59 km². W 2011 roku gmina liczyła 1540 mieszkańców.